# Minakuchi-juku

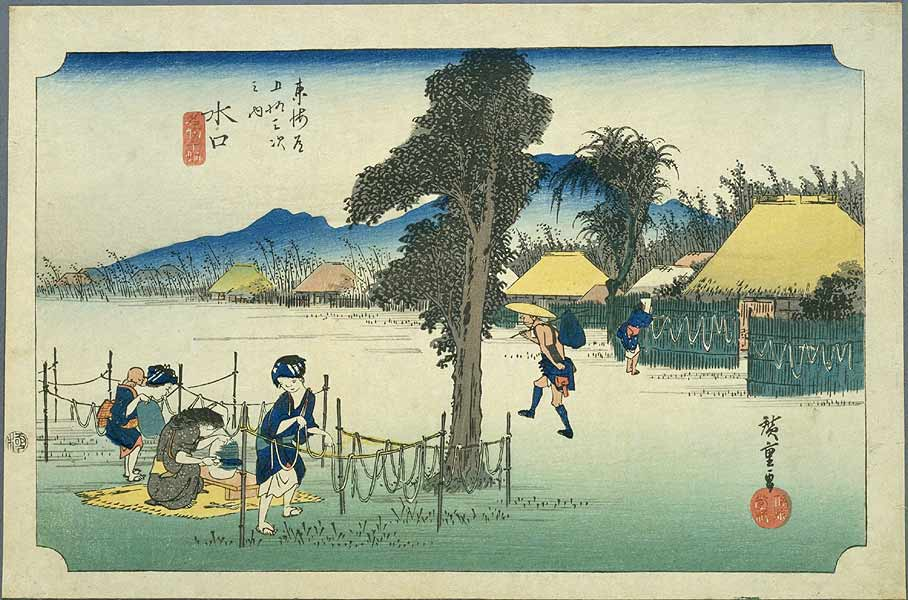
Minakuchi-juku dans les années 1830, estampe de Hiroshige de la série Les Cinquante-trois Stations du Tōkaidō.

Minakuchi-juku (水口宿, Minakuchi-juku) était la cinquantième des cinquante-trois stations du Tōkaidō. Elle est située dans la ville de Kōka, préfecture de Shiga au Japon.

## Histoire
Cette shukuba (station) fut créée à l'époque de Muromachi car son emplacement était commode pour les voyageurs se rendant au sanctuaire d'Ise-jingū et à la baie d'Ise. À la limite est de Minakuchi-juku, la route se scindait en trois chemins tandis qu'à la limite ouest, la station servait également de jōkamachi (ville-château) pour le château de Minakuchi et était une importante voie de communication.